# مانويل مورا
مانويل مورا (بالإسبانية: Manuel Mora Valverde)‏ هو محامي وسياسي كوستاريكي، ولد في 27 أغسطس 1909 بسان خوسيه في كوستاريكا، وتوفي بنفس المكان في 29 ديسمبر 1994. حزبياً، نشط في .